# Karakterkomedie
 Denne artikel omhandler overvejende eller alene danske forhold. Hjælp gerne med at gøre artiklen mere almen.
Genren handler kun om danske forhold, og ikke i hele verden.
Karakterkomedien er mest kendt i Danmark på grund af Ludvig Holberg. Ludvig Holbergs stykker belærte igennem komik, især ved at anvende sproglig humor.
En karakterkomedie er kendetegnet ved at overholde visse regler:
1. Tidens enhed – handlingen skal udspille sig inden for et enkelt døgn. Ideelt set skal handlingens tid svare til den tid, det tager at opføre stykket.
2. Stedets enhed – handlingen skal udspille sig på ét sted.
3. Handlingens enhed – stykket skal have én hovedhandling uden væsentlige parallelhandlinger.

Teorien baserer sig på Aristoteles (384-322 f.Kr.).